# الساندرو وینچی
الساندرو وینچی (انگلیسی: Alessandro Vinci؛ زادهٔ ۸ اوت ۱۹۸۷) بازیکن فوتبال اهل ایتالیا است.
از باشگاه‌هایی که در آن بازی کرده‌است می‌توان به باشگاه فوتبال امپولی، باشگاه فوتبال یووه استابیا، باشگاه فوتبال ویچنزا، باشگاه فوتبال پرو ورچلی، و باشگاه فوتبال اتلتیکو آرتزو اشاره کرد.